# ویلیام پن (کالدر)
مجسمه ویلیام پن مجسمه‌ای  برنزی از ویلیام پن بنیانگذار کشور مشترک المنافع پنسیلوانیا است. این مجسمه توسط الکساندر میلن کالدر ساخته شده است. 
این مجسمه در سال ۱۸۹۴  در بالای تالار شهر فیلادلفیا در فیلادلفیا، پنسیلوانیا نصب شد. مجسمه از ۱۴ بخش ساخته شده ساخت آن و حدود دو سال طول کشید.
تا مدت ۹۰ سال از ساخت مجسمه، بر اساس توافقی نامه نانوشته، ساخت  هر ساختمانی در قیلادلفیا  بالاتر از از کلاه روی مجسمه پن منع شده‌بود. این ممنوعیت نانوشته در سال ۱۹۸۵ با تایید نهایی مجموعه لیبرتی پالاس خاتمه یافت که در آن دو آسمان خراش به نام های لیبرتی پلاس وان و لیبرتی پالاس تو از  از ارتفاع کلاه پن بالاتر رفتند.</link>
یک کپی از مجسمه در پارک استقبال قرار دارد.  در سال ۲۰۲۴، خدمات پارک‌های ملی برنامه‌ای برای بازسازی پارک پیشنهاد کرد که شامل برداشتن مجسمه از آنجا می شود. 

## گالری

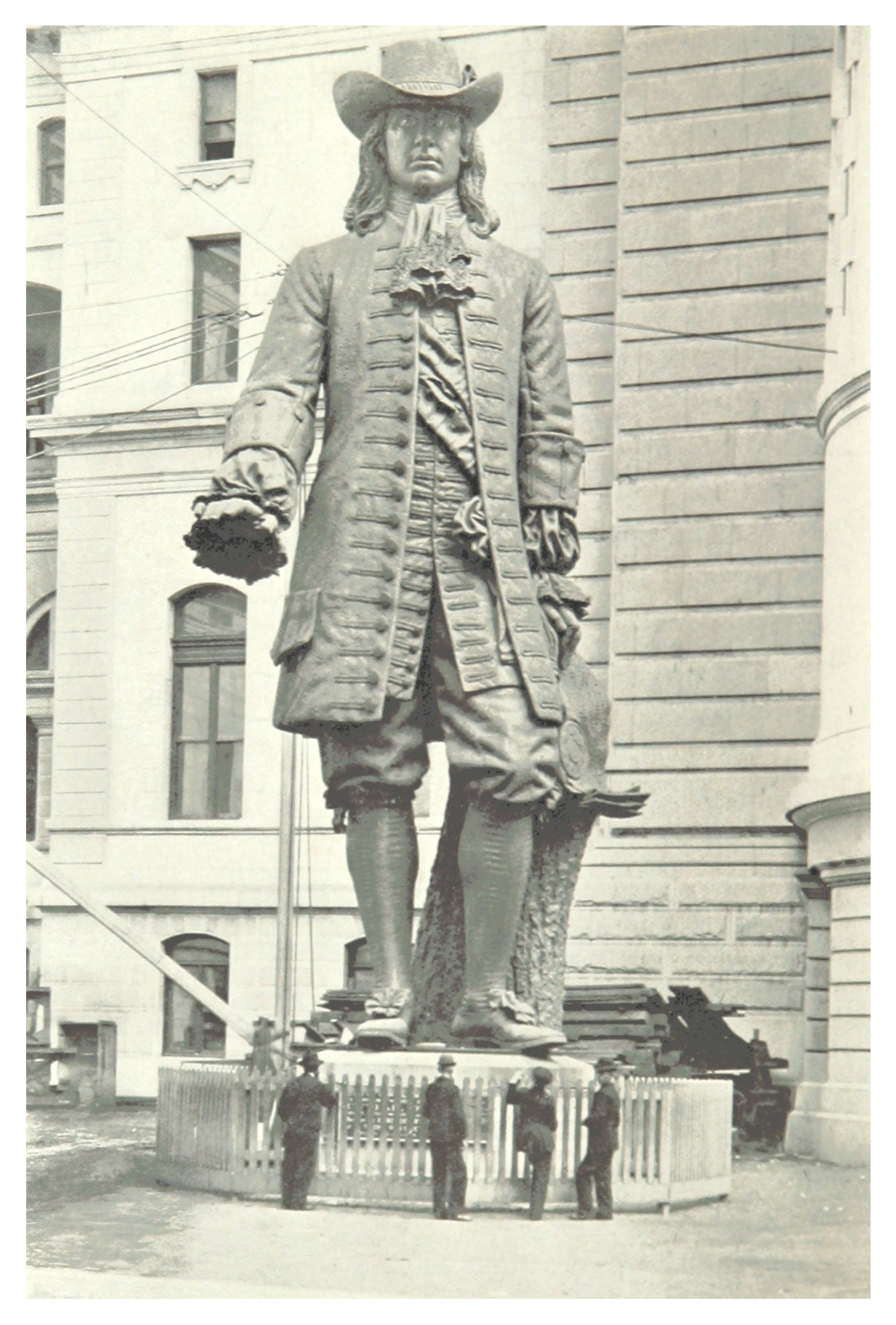
۱۹۸۴ - مجسمه، آماده برای بلند کردن
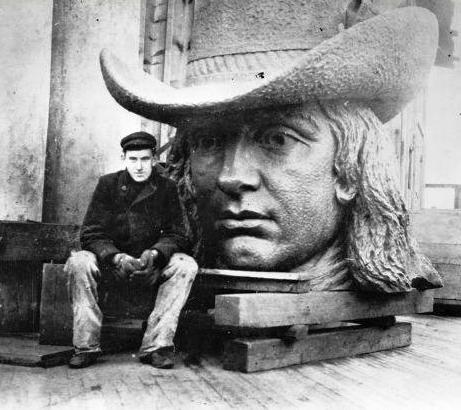
تصویر کارمند تاکونی آیرون ورکز (Tacony Iron Works)، فردریک اولبرگ ۱۸ ساله با سر مجسمه ویلیام پن الکساندر میلن کالدر.
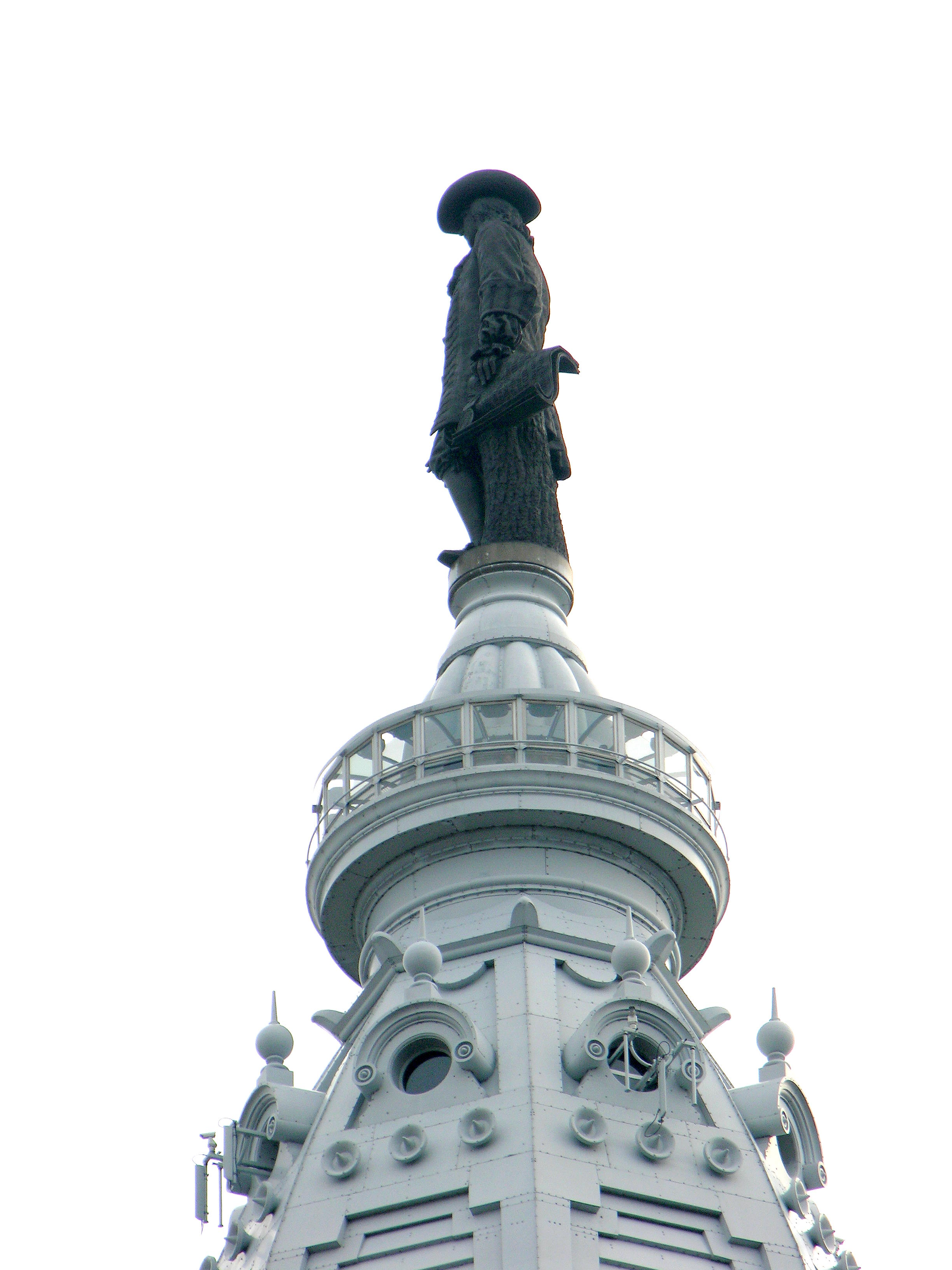
نمای سمت چپ مجسمه ویلیام پن

## همچنین ببینید
- نفرین بیلی پن
- فهرست هنرهای عمومی در فیلادلفیا

## مراجع
1. ↑  "William Penn, (sculpture)". Smithsonian American Art Museum's Inventories of American Painting and Sculpture. Retrieved December 30, 2011.
2. ↑  "Historic Philadelphia Tour: Welcome Park". www.ushistory.org. Retrieved 2024-01-08.
3. ↑  Kummer, Frank (2024-01-08). "William Penn statue may be permanently removed from Welcome Park, angering some". Philadelphia Inquirer (به انگلیسی). Retrieved 2024-01-08.

## لینک های خارجی
- ویلیام پن در هنر عمومی فیلادلفیا